# Shepetika (huyện)
Huyện Shepetika (tiếng Ukraina: Шепетівський район, chuyển tự: Shepetikas’kyi raion) là một huyện của tỉnh Khmelnytskyi thuộc Ukraina. Huyện Shepetika có diện tích 1162 km², dân số theo điều tra dân số ngày 5 tháng 12 năm 2001 là 40616 người với mật độ 35 người/km2. Trung tâm huyện nằm ở Shepetivka.